# Caidian (sockenhuvudort i Kina, Hubei Sheng, lat 31,29, long 114,29)
Caidian (kinesiska: 蔡店) är en sockenhuvudort i Kina. Den ligger i provinsen Hubei, i den centrala delen av landet, omkring 79 kilometer norr om provinshuvudstaden Wuhan. Antalet invånare är 32 765. Befolkningen består av 15 883 kvinnor och 16 882 män. Barn under 15 år utgör 14,0 %, vuxna 15-64 år 73 %, och äldre över 65 år 12,0 %.
Runt Caidian är det mycket tätbefolkat, med 1 095 invånare per kvadratkilometer. Närmaste större samhälle är Ercheng, 19,5 km öster om Caidian. Trakten runt Caidian består till största delen av jordbruksmark.
Genomsnittlig årsnederbörd är 1 403 millimeter. Den regnigaste månaden är juli, med i genomsnitt 241 mm nederbörd, och den torraste är december, med 19 mm nederbörd.